# États de choc
Pour l’article ayant un titre homophone, voir État de choc.
Pour plus de détails, voir Fiche technique et Distribution.
États de choc (The Air I Breathe) est un film américano-mexicain réalisé par Jieho Lee en 2007.

## Synopsis
États de choc est un drame basé sur un ancien proverbe chinois, qui divise la vie en quatre émotions : bonheur, plaisir, douleur et amour. Un homme d'affaires parie sa vie sur une course de chevaux; un gangster peut voir dans l'avenir ; une star de la pop tombe dans les bras d'un parrain de la pègre ; un docteur se démène pour sauver l'amour de sa vie.

## Fiche technique
Sauf indication contraire, les informations mentionnées dans cette section peuvent être confirmées par la base de données cinématographiques IMDb,  présente dans la section « Liens externes ».
- Titre original : The Air I Breathe
- Titre français DVD : États de choc
- Réalisation : Jieho Lee
- Scénario : Jieho Lee et Bob DeRosa
- Musique originale : Marcelo Zarvos (en)
- Photographie : Walt Lloyd
- Montage : Robert Hoffman
- Production : Darlene Caamaño, Emilio Diez Barroso et Paul Schiff (en)
- Distribution : THINKFilm
- Pays d'origine :  États-Unis,  Mexique
- Langue originale : anglais, espagnol
- Dates de sortie : 
  - Allemagne : 8 février 2007 (festival européen du film ; première mondiale)
  - États-Unis : 29 avril 2007 (festival de Tribeca)
  - France : 17 mai 2007 (sortie uniquement lors du festival de Cannes) ; 13 octobre 2014 (sorti directement en DVD)
  - Mexique : 17 octobre 2008

## Distribution
Sauf indication contraire, les informations mentionnées dans cette section peuvent être confirmées par la base de données cinématographiques IMDb,  présente dans la section « Liens externes ».
- Kevin Bacon (VF : Philippe Vincent) : Love
- Julie Delpy (VF : Juliette Degenne) : Gina
- Brendan Fraser (VF : Guillaume Orsat) : Pleasure
- Andy Garcia (VF : Bernard Gabay) : Fingers
- Sarah Michelle Gellar (VF : Claire Guyot) : Trista (la douleur)
- Clark Gregg (VF : Frédéric Popovic) : Henry
- Emile Hirsch (VF : Fabrice Trojani) : Tony
- Forest Whitaker (VF : Thierry Desroses) : le bonheur
- Kelly Hu : Jiyoung
- Evan Parke (VF : Éric Marchal) : Danny
- Victor Rivers : Eddie
- Cecilia Suárez (VF : Guylène Ouvrard) : Allison
- Todd Stashwick (VF : Thierry Kazazian) : Frank
- Jon Bernthal (VF : Jérôme Pauwels) : l'intervieweur
- Taylor Nichols (VF : Thibaut Belfodil) : le père de Trista
- William Maier : M. Parks
- John Cho : Bart, le banquier no 3
- Eduardo Victoria (VF : Thierry Kazazian) : le banquier no 1
- Salvador Garcia Jr. (VF : Thibaut Belfodil) : le banquier no 2
- Kari Wuhrer : l'envoyée spéciale
- Josh Flaum (VF : Éric Marchal) : l'assistant de Gina
- Norma Angelica (VF : Cathy Cerdà) : la femme du magasin de prêt-à-porter
- Lisa Owen (VF : Annabelle Roux) : l'infirmière no 2
- Jason Dolley : le plaisir (enfant)
- Sasha Pieterse : la douleur (enfant)

 Source et légende : version française (VF) sur RS Doublage et selon le carton du doublage français sur le DVD zone 2.